# Glauben ist alles!
Glauben ist alles! ist eine US-amerikanische Filmkomödie aus dem Jahr 2000 mit romantischen und religiösen Zügen. Hauptdarsteller sind Edward Norton, Ben Stiller und Jenna Elfman. Premierendatum war für Deutschland am 20. Juli 2000, für die Schweiz am 24. August 2000.

## Handlung
Der junge  katholische  Priester Brian Finn erzählt einem Barkeeper seine Geschichte. Er beginnt, wie er als Schuljunge sowohl mit dem späteren Rabbi Jake Schram als auch der burschikosen Anna Riley eng befreundet war, bevor diese mit ihrer Familie nach Kalifornien zog. Die beiden Männer pflegten ihre Freundschaft und entschlossen sich schließlich beide, ihr Leben ihrer Religion zu widmen. Dabei sind sie erst tollpatschig, dann erfolgreich: Ihre modernen und unkonventionellen Methoden sind in der jeweiligen Gemeinde sehr beliebt. Dieses Abweichen von der Tradition wird allerdings von ihren Vorgesetzten auch kritisch beäugt.
Jake hat gute Chancen auf eine Beförderung, der steht aber eins im Wege: Er ist noch unverheiratet, was für einen Rabbi unüblich ist. Die Gemeinde versucht, ihn mit einer entsprechenden und selbstverständlich dem jüdischen Glauben angehörenden Frau zu verkuppeln. Unerwartet meldet sich nach vielen Jahren Anna, die Jugendfreundin der beiden Freunde. Die erfolgreiche Geschäftsfrau ist für kurze Zeit in New York und möchte ihre beiden Sandkastenfreunde wiedersehen.
Die alte Freundschaft der drei flammt schnell wieder auf und Anna und Brian leisten Jake moralische Unterstützung bei seinen erzwungenen Verabredungen mit ihm aufgedrängten Frauen.
Eines Abends landet Jake in Annas Armen und beide schlafen miteinander. Aufgrund der komplizierten Umstände entschließen sich die beiden zu einer Affäre, die sie (auch vor ihrem gemeinsamen Freund Brian) geheim halten wollen. Dieser gerät derweil selbst in Zwiespalt, denn trotz seines Zölibates hat er sich in Anna verliebt.
Anna beichtet Jake, dass ihre Gefühle für ihn inzwischen stark sind und sie selbst eine Beförderung in San Francisco ausschlagen würde, um bei ihm in New York zu bleiben. Er reagiert verhalten. Zwischen den beiden entbrennt ein Streit darüber, ob die Beziehung zwischen einer nicht-jüdischen Geschäftsfrau und einem Rabbi Bestand haben kann. Jake trennt sich von ihr.
Als Anna weinend Brian um Rat bittet, missinterpretiert dieser die Situation: Er glaubt, sie würde auch ihn heimlich lieben und versucht, sie zu küssen. Als sie ihm die Wahrheit erklärt, ist er geschockt darüber, dass seine Freunde ihn nicht eingeweiht haben und er es auch nicht bemerkt hatte. Wütend stellt er Jake zur Rede und rutscht in Selbstzweifel über seine Berufung als Priester.
Nachdem alle drei eine Weile nicht mehr miteinander gesprochen haben, suchen zunächst Jake und dann Anna die Versöhnung mit Brian. Trotz dessen guter Ratschläge mag aber Jake Anna nicht entgegenkommen. Nachdem seine Mutter eine TIA erlitten hat, beichtet Jake seiner Gemeinde, dass er ihnen die Frau, die er liebt, vorenthalten hat, weil er glaubt, niemand würde Verständnis für eine Beziehung mit einer Nicht-Jüdin haben. Dennoch bekommt er seine Beförderung. Anna hat ebenfalls ihre Beförderung angenommen und ist dabei, die Stadt zu verlassen. Brian überzeugt Jake endlich davon, für seine Liebe einzustehen, doch ein übereifriger Securityguard lässt ihn nicht in Annas Bürogebäude. Vor den Augen der Kollegen macht Jake ihr vom gegenüberliegenden Bürogebäude aus eine Liebeserklärung. Bei der Eröffnung eines Tanz- und Karaokesaals für beide religiösen Gemeinden treffen sie auf Brian, der sich wieder gefangen hat, und feiern gemeinsam ihr Happy End: Anna gesteht, dass sie seit Längerem jüdischen Konvertitenunterricht nimmt.

## Hintergrund
- Den Film hat der Regisseur, Produzent und Hauptdarsteller Edward Norton seiner im Jahre 1997 an einem Gehirntumor verstorbenen Mutter Robin Norton gewidmet.
- Der Drehbuchautor und Mit-Produzent Stuart Blumberg hat in dem Film eine Gastrolle als Mitarbeiter in Annas Team.
- Der Liebhaber in der pikanten Szene im Bürohaus gegenüber wird von Jenna Elfmans Ehemann Bodhi Elfman gespielt.

## Kritik
- Lexikon des internationalen Films: „Eine schauspielerisch gelungene Komödie, die mit ihrem Sujet geschmackvoll umgeht, ohne es allerdings hinlänglich zu vertiefen. Die Schwächen des Films liegen in der noch wenig eleganten und kongruenten Erstlingsregie des Schauspielers Edward Norton.“[1]
- Filmspiegel.de: „Nach äußerst gelungenen Auftritten als Schauspieler in ausgefallenen Rollen legt Edward Norton mit „Glauben ist alles!“ ein überzeugendes Regie-Debüt vor. Die Geschichte über die beiden jungen Männer, die beide die Beziehung zur selben Frau erstreben, sie aber beide nicht haben können, ist erfrischend, durch zahlreiche Seitenhiebe auf religiöse Absurditäten sehr erheiternd, und all das auf hohem Niveau.“[2]
- Markus Aicher schreibt für br-online: „Was sich wie die Konstellation eines altmodischen Witzes anhört, ist in Wirklichkeit eine charmante Komödie über Glaube/Liebe/Hoffnung in New York City geworden. Mit seinem Regiedebüt hat […] Edward Norton […] einen leicht-beschwingten Film über das komplizierte Liebesdreieck zwischen drei Freunden gedreht. Mit tollen Schauspielern […], ein paar netten Slapstickeinlagen und viel Witz erzählt er eine wunderbar romantische Geschichte.“[3]
- Moviemaster.de: „Edward Nortons Regiedebüt ist eine gelungene Botschaft über Freundschaft und Liebe. Witzig, einfühlsam und sehr natürlich erzählt er die Geschichte der speziellen Dreierbeziehung. Die Hauptdarsteller agieren dabei sehr glaubhaft und man nimmt ihnen ab, dass sie Priester mit Idealen und Ideen oder eine Karrierefrau sind. Eine Geschichte, wie sie wohl häufig im normalen Leben vorkommen wird. Zumindest häufiger, als man denkt.“[4]
- Die Deutsche Film- und Medienbewertung FBW in Wiesbaden verlieh dem Film das Prädikat wertvoll.